# Fédération du Laos de football
La Fédération du Laos de football est une association regroupant les clubs de football du Laos et organisant les compétitions nationales et les matchs internationaux de la sélection du Laos.
La fédération nationale du Laos est fondée en 1951. Elle est affiliée à la FIFA depuis 1952 et est membre de l'AFC depuis 1980.